# Ramón Arcaya
Ramón Arcaya Íñiguiz (Pamplona, 5 de diciembre de 1895-ibid. 31 de enero de 1943) fue un escultor español de la primera mitad del siglo XX. Pertenece a la primera generación (1890-1920) de escultores navarros contemporáneos siguiendo el criterio establecido por el doctor en Historia del Arte, Francisco Javier Zubiaur Carreño y continuado por el profesor José María Muruzábal en su tesis doctoral inédita sobre la "Escultura pública en Navarra". Se incluye en la generación de artistas que, «a partir de las fórmulas clasicistas, dotaron a sus trabajos de un aire de universalidad y de europeísmo, siempre dentro del camino marcado por la figuración plástica». Entre otros coetáneos, estarían también Fructuoso Orduna, Constantino Manzana y Áureo Rebolé, además de Alfredo Surio y Victoriano Juaristi.

## Biografía
Ramón Sabas, pues tal es su nombre de bautismo, nació en la calle Comedias n.º 6 de Pamplona en 1895. Según consta en su partida de bautismo de la parroquia de San Nicolás del 7 de diciembre, eran sus padres Román Arcaya Redín y Águeda Iguíñez Lizóain, naturales de la misma ciudad.
En 1907 con una temprana vocación artística ingresa con seis años en la Escuela de Artes y Oficios de Pamplona. Obtuvo el apoyo económico de la Diputación Foral de Navarra para trasladarse a Madrid y ampliar sus estudios en la Escuela de Bellas Artes de San Fernando.
En estos años de la década de 1910, gracias de nuevo a la ayuda de la Diputación Foral de Navarra, pudo viajar a Francia, donde fue discípulo de Antoine Bourdelle, e Italia para estudiar de cerca las obras de escultores como Rodin o Miguel Ángel.
Durante las dos siguientes décadas realizó muchas obras en solitario pero también con arquitectos como Víctor Eusa siendo prácticamente el único escultor trabajando en Navarra por estas fechas. Fructuoso Orduna, otro escultor navarro coetáneo, se había asentado en Madrid.
En 1932 fue nombrado profesor de "Modelado, vaciado y talla" en la Escuela de Artes y Oficios de Pamplona. Tuvo que renunciar en 1938 por razones de salud. En la década de 1930 se había empezado a manifestar en él una enfermedad mental que, a la postre, acabaría con su arte y con su vida. Esta enfermedad se agravó especialmente durante la Guerra civil española por la muerte de su hermano Román en el frente y por el bombardeo de Pamplona en la primavera de 1937 (que pudo llegar a herir levemente al propio artista). Ramón Arcaya acabó ingresado en el hospital psiquiátrico.
El escritor Manuel Iribarren, con quien mantuvo amistad personal, tras su fallecimiento le dedicó estas palabras:

Vestía un amplio gabán de color café y con su peculiar estilo de sostener el cigarro pronto creó escuela entre los contados aspirantes a artistas que por entonces soñaban en el prosaico y aburguesado Pamplona. Era fornido, de buena estatura y facciones correctas. Tenía la boca prematuramente averiada. Gustaba a las mujeres por su aspecto viril y sabía merecer la confianza de los hombres por su simpatía. La dulzura de su voz armonizaba con el gesto de sus manos, hechas a modelar. Acariciaba las metáforas en el aire como a esculturas. A pesar de su vasta cultura artística, debatíase en una peligrosa insatisfacción. Ello lo hizo propender a la ingenuidad y al escepticismo.
Manuel Iribarren, Pregón, 1945

## Premios y reconocimientos
- 1909, Sobresaliente en la asignatura "Dibujo de figura", en la Escuela de Artes y Oficios de Pamplona.[2]
- 1917, Premio de fin de curso en la especialidad de Escultura en la Escuela de San Fernando de Madrid.[4]

## Obras
Mantuvo abierto su taller en la Avenida de Zaragoza de Pamplona. Su cercana colaboración con el arquitecto Víctor Eusa le procuró bastante trabajo de decoración «como perfecto complemento de los soberbios edificios del gran arquitecto». Su obra es figurativa evolucionando desde el academicismo hacia el expresionismo estando supeditaba en la mayoría de las ocasiones al contexto arquitectónico que decoraba. Se le puede considerar uno de los pioneros de la escultura en Navarra.
- Monumento a los muertos. Vida y Muerte, (Cementerio de Pamplona), 1922.
- Monumento a San Francisco de Asís, en la Plaza de San Francisco de Pamplona, 1927.
- Escultura de María Inmaculada en la fachada del Colegio Hijas de María Inmaculada (conocido también como "Servicio Doméstico"), de la Avenida Roncesvalles de Pamplona. 1927.
- Escultura en la fachada del Colegio de los Padres Escolapios de Pamplona, 1928.
- Esfinge, esquina calles García Castañón y Fernández Arenas, Pamplona, 1930.
- Santos, Iglesia de la Milagrosa, Pamplona, 1930.
- San Miguel de Aralar, San José de Calasanz y busto del Padre Villanueva, Colegio de los Padres Escolapios, Pamplona, 1931.
- Grupo escultórico formado por San Joaquín, Santa Ana y la Virgen Niña, Monasterio de la Oliva (1930-1933).[5][6][7]
- Panteón familiar. Cristo y María Magdalena, 1940.
- Monumento a San Francisco de Asís, fachada de la iglesia de San Antonio, Pamplona, 1940.

## Galería

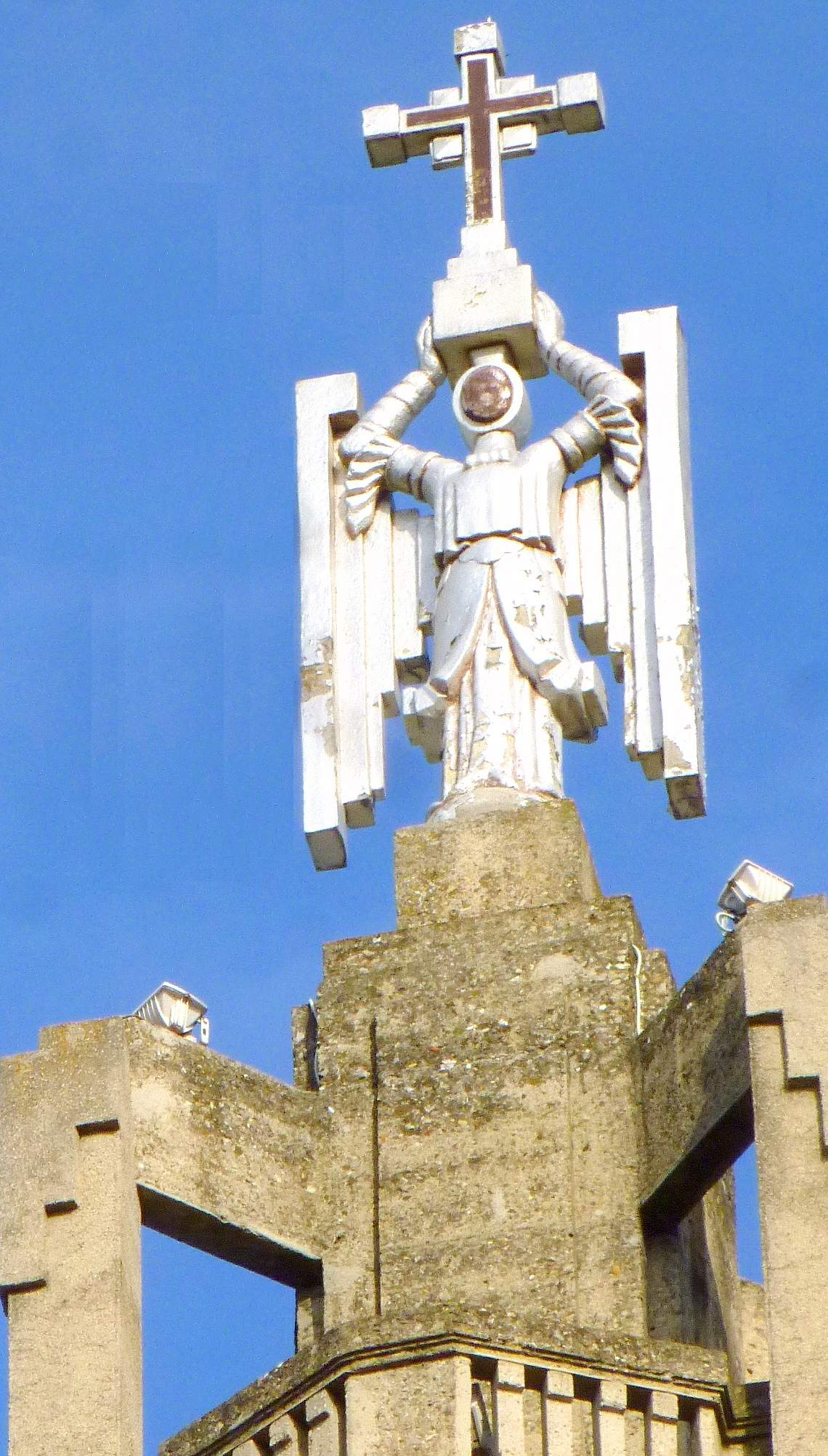
San Miguel de Aralar - Colegio de los PP. Escolapios (Pamplona)
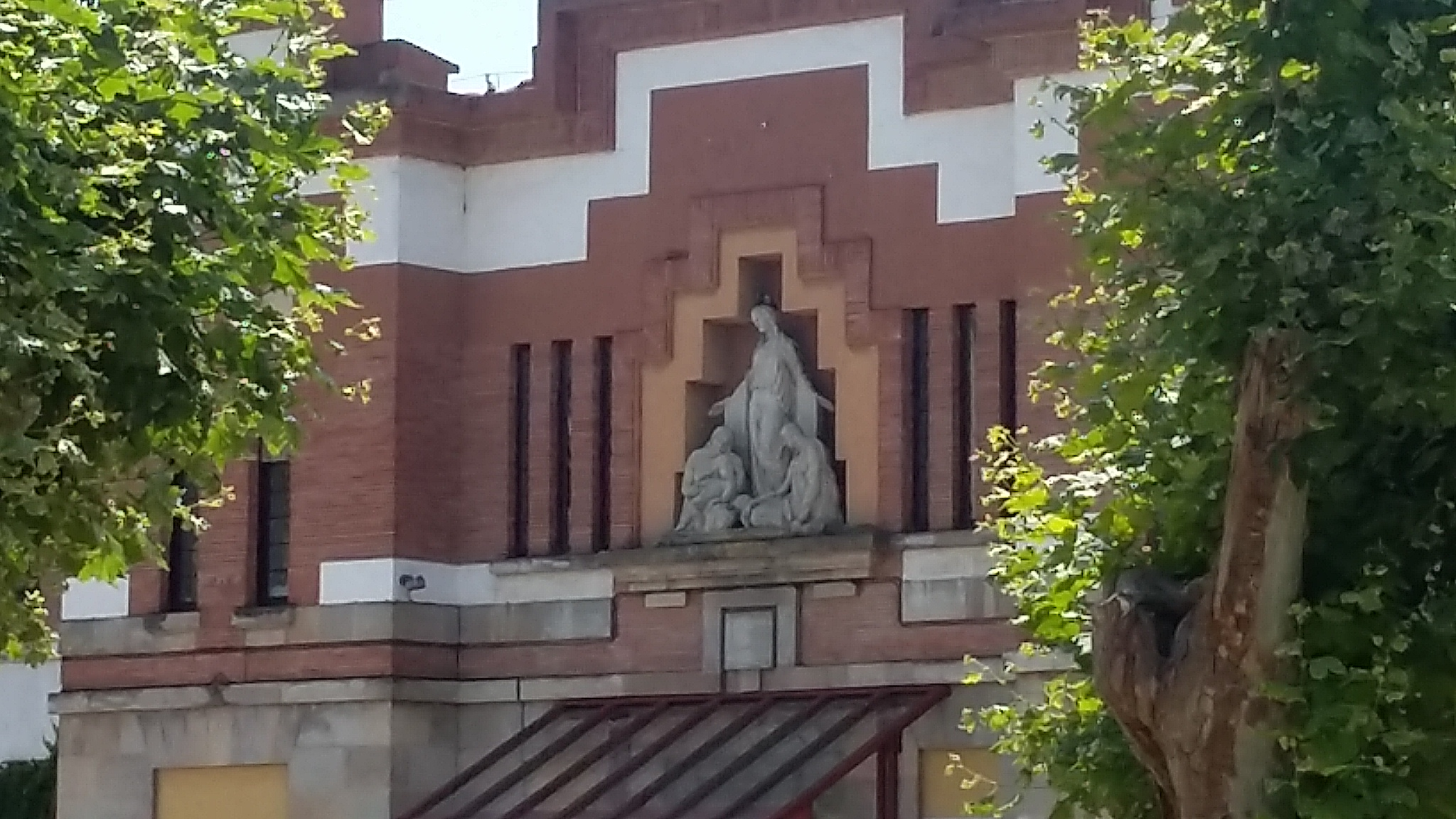
Casa de la Misercordia
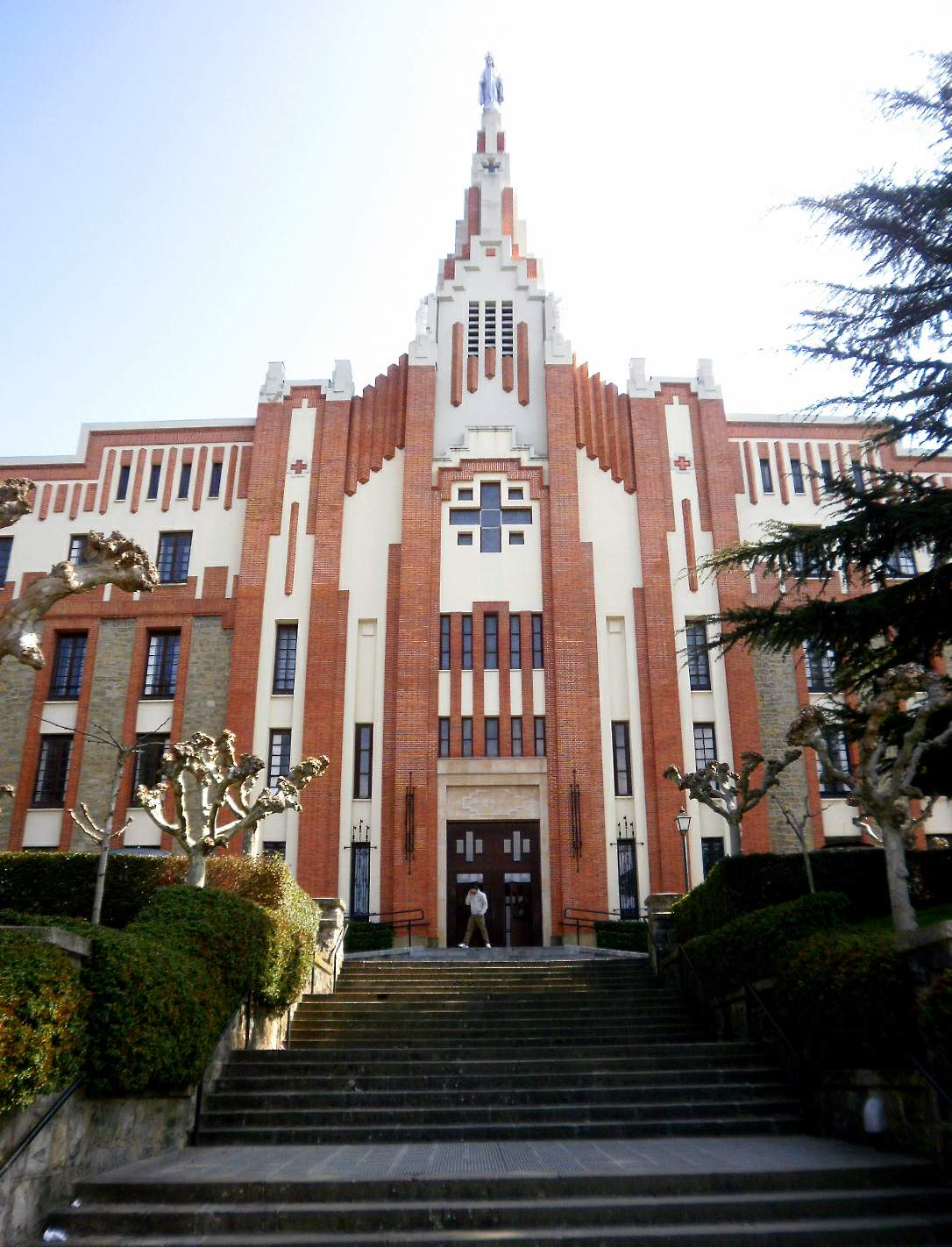
Dos figuras de santos en la base piramidal coronada por la virgen (Iglesia de la Milagrosa de Pamplona)
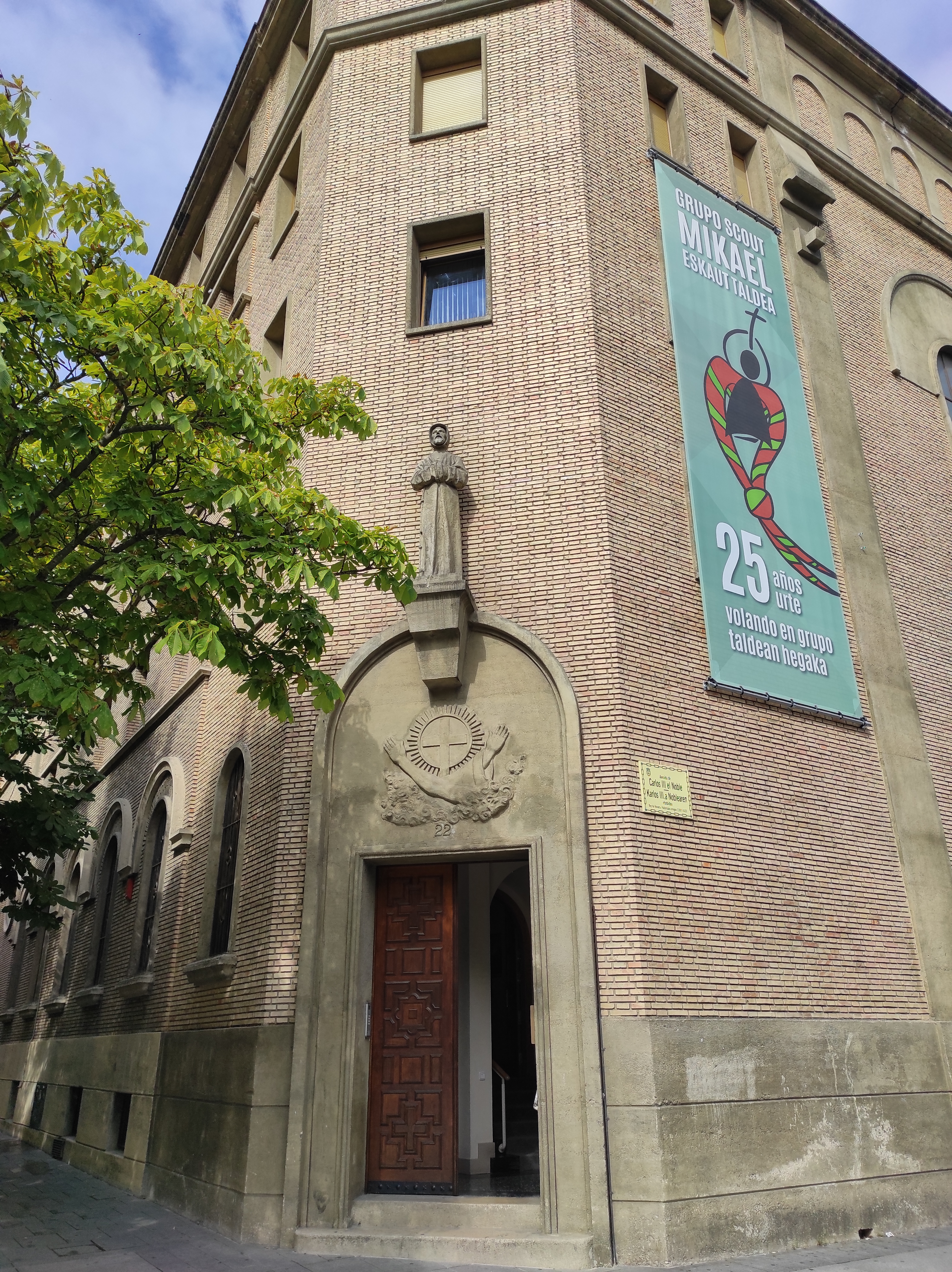
Imagen de San Francisco de Asís (1940-41) en la Iglesia de San Antonio (Pamplona)
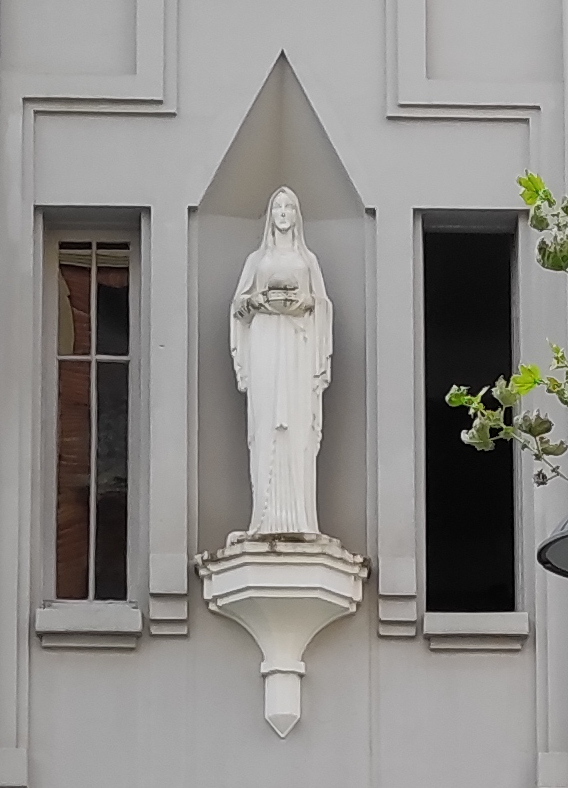
Escultura de María Inmaculada en el Colegio Hijas de María Inmaculada de Pamplona
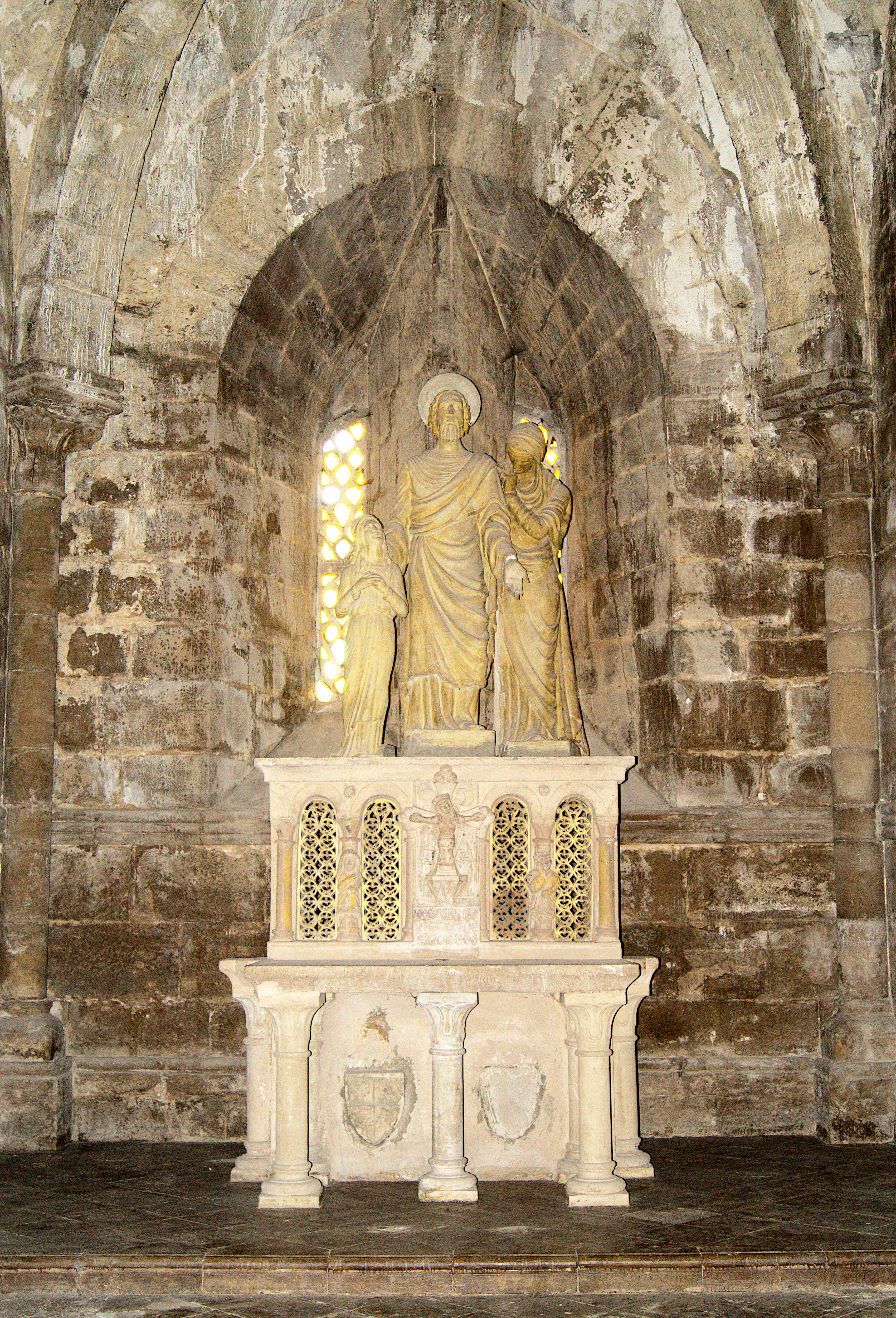
Capilla de San Joaquín, Santa Ana y la Virgen Niña